# Vidin (stad)
Vidin (Bulgaars: Видин) is een stad in het uiterste noordwesten van Bulgarije met 40.422 inwoners in 2021. Het is de hoofdstad van de gelijknamige oblast Vidin. Het is een belangrijke binnenhaven aan de Donau. De stad heeft twee historische forten, waarvan het 10e-eeuwse fort Baba Vida het grootste is.

## Geschiedenis
Vidin ligt op de plaats van het Romeinse Bononia. Deze nederzetting had een belangrijke bestuurlijke functie in het Romeinse Rijk. De stad lag in de provincie Moesia (later in Moesia superior). Na de val van het West-Romeinse Rijk kwam de stad in handen van de Byzantijnen.
In 1356 splitste de Bulgaarse tsaar Ivan Alexander Vidin af van de rest van Bulgarije en zette zijn zoon Ivan Sratsimir in het stadstaatje op de troon. Negen jaar later, in 1365, werd het staatje bezet door de kruistocht van de Hongaren onder Lodewijk I en dat bleef zo tot 1369, toen de Bulgaren de Hongaren verjoegen. In 1393 werd Bulgarije door de Ottomanen veroverd, op enkele afgescheurde stadstaatjes na. Deze overheersing maakte een einde aan de Bulgaarse staat. De Ottomanen veroverden achtereenvolgens de kleine staatjes Dobroedzja, Prilep and Velbazjd, maar lieten Vidin ongemoeid. Drie jaar na de val van Bulgarije werd Vidin echter alsnog veroverd. Dit gebeurde na een kruistocht tegen de Ottomanen in 1396, waaraan Sratsimirs leger had deelgenomen. Na de vernietiging van deze kruistocht nabij Nicopolis veroverde Bayezid I Vidin als vergelding.

## Bevolking
De bevolking van Vidin is gedurende twintigste eeuw vrij snel toegenomen, maar sinds de val van het communisme heeft de stad te kampen met ernstige demografische problemen. 
| stad Vidin     | 14 772        | 16 450        | 18 465 | 18 481 | 23 932 | 36 981 | 53 179 | 62 541 | 62 666 | 57 395 | 48 071 | 41 583 |
| gemeente Vidin | geen gegevens | geen gegevens | 55 071 | 56 078 | 60 298 | 67 213 | 82 484 | 87 202 | 85 974 | 77 480 | 63 257 | 53 764 |

## Brug vervangt veerpont naar Roemenië
Vanuit Vidin werd tot juni 2013 een veerdienst onderhouden met het Roemeense Calafat. De tot dan toe enige brug tussen Roemenië en Bulgarije ligt tussen Ruse en Giurgiu, zo'n 400 km ten oosten van Vidin. De aanleg van een brug over de Donau, de tweede vaste oeververbinding tussen beide landen, had in 2006 moeten beginnen.
Door een combinatie van factoren, waaronder gebrek aan medewerking van Roemeense zijde (de Roemenen wilden de brug veel oostelijker hebben en weigerden mee te betalen), corruptie (de burgemeester van Vidin verkocht grond die voor de brug was gereserveerd in kleine stukken, zodat er talloze onteigeningsprocedures nodig waren) en zorgen over geld (de Europese Unie had het geld bijna weer teruggevraagd en moest de uiterste termijn voor de oplevering van de brug 2 jaar opschuiven) heeft de daadwerkelijke bouw van de brug tussen Vidin en Calafat nog lang op zich laten wachten.
Eind april 2012 was de brug tot halverwege de Donau afgebouwd. In oktober 2012 was de brug zover klaar dat de premiers van Bulgarije en Roemenië eroverheen konden lopen om elkaar de hand te schudden. Daarna moest de brug nog wel worden afgebouwd. De openstelling voor het verkeer was eerst gepland in maart 2013, maar die datum werd uitgesteld, eerst tot 9 mei en daarna tot 14 juni 2013. De brug draagt na voltooiing 4 rijstroken en 1 enkelspoor en maakt deel uit van het Pan-Europese transportnetwerk, waarvan de verschillende corridors bij Vidin de Donau kruisen.

## Geboren
- Jules Pascin (1885-1930), Bulgaars-Amerikaanse kunstschilder en tekenaar
- Daniel Borimirov (15 januari 1970), voetballer